# Rafał Taubenschlag

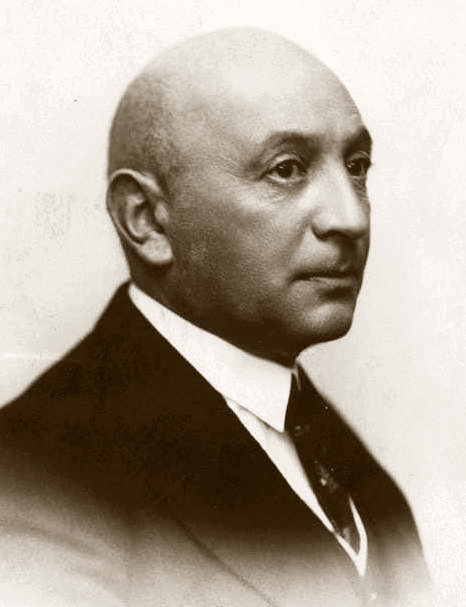
Rafał Taubenschlag

Rafał Taubenschlag (auch Rafael oder Raphael, * 8. Mai 1881 in Przemyśl; † 25. Juni 1958 in Warschau) war ein polnischer Rechtshistoriker. Er wirkte als Dozent und Professor an der Jagiellonen-Universität (1913–1939), der Columbia University (1942–1947) und der Universität Warschau (1947–1958). Als Spezialist auf dem Gebiet der Papyrologie verfasste er grundlegende Studien zum antiken Recht Ägyptens.

## Leben und Werk
Rafał Taubenschlag stammte aus einer jüdischen Familie. Seine Eltern waren der Braumeister Baruch Taubenschlag und Cecylia („Cyrli“) Taubenschlag, geborene Goldhart. Die Familie lebte in der Kreisstadt Przemyśl in Galizien, das damals ein Kronland der Donaumonarchie war. Rafał Taubenschlag besuchte das Gymnasium seiner Heimatstadt und studierte ab 1899 Rechtswissenschaft an der Jagiellonen-Universität in Krakau, an der damals sowohl Polnisch als auch Deutsch Unterrichtssprachen waren. Nach der Promotion zum Dr. iur. 1904 vertiefte Taubenschlag seine Studien an der Universität Leipzig, wo er am rechtshistorischen Seminar unter Ludwig Mitteis teilnahm. Mitteis führte seine Studenten in die Papyrologie ein und regte sie zu selbstständigen Studien auf dem Gebiet der antiken Rechtsgeschichte an. Taubenschlag verfasste damals seine erste papyrologische Studie (Die ptolemäischen Schiedsrichter und ihre Bedeutung für die Rezeption des griechischen Rechts in Ägypten).
1907 kehrte Taubenschlag an die Jagiellonen-Universität zurück, habilitierte sich dort 1913 für Römisches Recht und Papyrologie und wurde 1918 zum außerordentlichen Professor, 1921 zum ordentlichen Professor ernannt. Im Jahr 1927 wählte ihn die Polnische Akademie der Gelehrsamkeit zum Mitglied. Im Jahr 1929 fungierte er als Dekan der Juristischen Fakultät der Jagiellonen-Universität. 1937 erhielt er das Komturkreuz vom Orden Polonia Restituta.
Nach dem Ausbruch des Zweiten Weltkriegs floh Taubenschlag 1939 über Rumänien nach Frankreich, wo er mit Unterstützung seiner ehemaligen Studenten eine Stelle an der Universität Aix-en-Provence erhielt; er vertrat dort den Lehrstuhl für Pandektenrecht. Nach der Besetzung Frankreichs emigrierte er 1940 in die USA und erhielt durch Vermittlung der Rockefeller-Stiftung eine Dozentenstelle an der New School of Social Research. 1942 war er Gründungsmitglied des Polish Institute of Arts and Sciences of America. Im selben Jahr wechselte er an die Columbia University, wo er mit dem Papyrologen William Linn Westermann zusammenarbeitete. 1946 begründete Taubenschlag das Journal of Juristic Papyrology, eine internationale Fachzeitschrift, deren Herausgeber er bis zu seinem Tode blieb.
Nach Kriegsende nahm Taubenschlag 1947 einen Ruf an die Universität Warschau auf einen Lehrstuhl für antikes Recht an. Dort errichtete er ein Institut für Papyrologie und gestaltete zusammen mit Jerzy Manteuffel einen Studiengang für juristische Papyrologie. Die Universität Warschau verlieh ihm 1950 die Ehrendoktorwürde. 1954 erhielt Taubenschlag für seine Verdienste den Orden Polonia Restituta (Komturkreuz mit Stern). Die Fachzeitschrift Eos widmete ihm zu seinem 65. Geburtstag (1956) eine dreibändige Festschrift (Symbolae Raphaeli Taubenschlag dedicatae). Am 17. Mai 1956 wählte ihn die Deutsche Akademie der Wissenschaften zum korrespondierenden Mitglied.
1958 verlor Taubenschlag wegen eines Glaukoms in kurzer Zeit sein Augenlicht. Er starb noch im selben Jahr.
Taubenschlags Forschungsarbeit galt vor allem dem Recht des antiken Ägypten, wie es in den erhaltenen Papyrusurkunden bezeugt ist. Er widmete der Deutung und Einordnung dieser Werke seine Lebensarbeit und erfuhr für seine Publikationen reiche Anerkennung. Seine Monografie Das Strafrecht im Rechte der Papyri (1916, Neudruck 1972) und sein Handbuch The Law of Greco-Roman Egypt in the light of the papyri (1944–1948, zweite Auflage 1955) gelten als Standardwerke.

## Schriften (Auswahl)
- Die ptolemäischen Schiedsrichter und ihre Bedeutung für die Rezeption des griechischen Rechts in Ägypten. In: Archiv für Papyrusforschung. Band 4, 1908, S. 1–46.
- Vormundschaftsrechtliche Studien. Beiträge zur Geschichte des römischen und griechischen Vormundschaftsrechts. Teubner, Leipzig/Berlin 1913.
- Das Strafrecht im Rechte der Papyri. Teubner, Leipzig/Berlin 1916. Neudruck, Scientia-Verlag, Aalen 1972, ISBN 3-511-10072-0.
- The Law of Greco-Roman Egypt in the light of the papyri. 2 Bände, Herald Square Press, New York 1944–1948. Zweite, verbesserte und erweiterte Auflage, Warschau 1955. Neudruck Mailand 1972.
- Opera minora. 2 Bände, Panstwowe wydawnictwo naukowe, Warschau 1959.